# Napnyugta (Schiele-kép)
A Napnyugta (Versinkende Sonne) Egon Schiele osztrák expresszionista festő alkotása, amely a bécsi Leopold-múzeum gyűjteményének része.
Schiele azt a pillanatot örökítette meg a festményen, amikor a nap eltűnik a hegyek mögött. Habár még árad némi melegség a távolból, az árnyékok éles kontúrjai már kezdenek feloldódni. A festő fókusza az újra és újra ismétlődő születésen és elmúláson, nem pedig a természet szépségén van. A képből sugárzó melankolikus atmoszféra jellemző a művész tájképeire, amelyeknek olyan egyszerű címeket adott, mint például a Kopasz fák és Nap nélküli tájkép.
A nap és érezhető hiánya ismétlődő motívuma ezeknek a képeknek, mert megjeleníti a ciklikusság gondolatát. Olyan állandó, amely újra és újra eltűnik, majd felbukkan ismét. Szimbóluma az élet körforgásának, olyan elem, amelyhez valamennyi élőlény kapcsolódik. Ennek a folyamatnak a hangsúlyozásával Schiele központi témáját – születés és elmúlás, élet és halál – ábrázolja.